# BSD libc
BSD libc はFreeBSD、NetBSD、OpenBSDなどのBSD系オペレーティングシステムで使われている標準Cライブラリの実装。1994年6月の4.4BSDで初めて登場した。ISOやPOSIXでは規定されていない拡張を含む。
拡張の一例：
- sys/tree.h - 赤黒木とスプレー木 [1]
- sys/queue.h -連結リスト, キュー[2]
- fgetln() - stdio.h で定義。行単位で読み込みが出来る。[3]
- fts.h - ファイルシステム階層をトラバースできる関数[4]
- db.h - Berkeley DB[5]
- strlcat(), strlcpy() - strcat(), strcpy() のよりセキュアな代用関数[6][7]
- err.h - エラーメッセージを文字列にして表示する関数を含む[8]
- vis.h - vis() 関数。表示できない文字を表示可能なフォーマットに変換して表示する。[9]